# Boombastic Hits
Boombastic Hits é uma coletânea musical realizada pelo cantor Shaggy. Foi lançada em 6 de novembro de 2003.

## Faixas
1. "Boombastic" (versão álbum) - 4:09
2. "Piece of My Heart" (feat. Marsha) - 4:18
3. "Something Different" (feat. Wayne Wonder) - 4:31
4. "Perfect Song" (feat. Maxi Priest) - 3:43
5. "One Burner" - 3:52
6. "Heartbreak Suzie" (feat. Gold Mine) - 4:09
7. "My Dream" - 3:23
8. "Geenie" (feat. Brian & Toni Gold) - 4:00
9. "Forgive Them Father" - 3:28
10. "Midnite Lover" - 3:44
11. "Gal You a Pepper" (Sting/Shaggy Remix) - 4:18